# Бабіце (гміна)
Гміна Бабіце (пол. Gmina Babice) — сільська гміна у південній Польщі. Належить до Хшановського повіту Малопольського воєводства.
Станом на 31 грудня 2011 у гміні проживало 8988 осіб.

## Площа
Згідно з даними за 2007 рік площа гміни становила 54.47 км², у тому числі:
- орні землі: 51.00%
- ліси: 39.00%

Таким чином, площа гміни становить 14.66% площі повіту.

## Населення
Станом на 31 грудня 2011:
| Опис     | Загалом | Загалом | Чоловіки | Чоловіки | Жінки | Жінки |
| -------- | ------- | ------- | -------- | -------- | ----- | ----- |
| одиниця  | осіб    | %       | осіб     | %        | осіб  | %     |
| все      | 8988    | 100     | 4411     | 49.08    | 4577  | 50.92 |
| міське   | 0       | 100     | 0        |          | 0     |       |
| сільське | 8988    | 100     | 4411     | 49.08    | 4577  | 50.92 |

## Населені пункти
- Бабиці
- Влосень
- Вигелзув
- Загуже
- Менткув
- Ольшини
- Розкохув
- Янковиці.

## Сусідні гміни
Гміна Бабіце межує з такими гмінами: Альверня, Затор, Лібйонж, Пшецишув, Хшанів.